# Amt Kaltenkirchen-Land
L’ amt Kaltenkirchen-Land est un Amt, c'est-à-dire une forme d'intercommunalité du Schleswig-Holstein, dans l'arrondissement de Segeberg, dans le Nord de l'Allemagne. Il regroupe six municipalités.

## Source de la traduction
- (de) Cet article est partiellement ou en totalité issu de l’article de Wikipédia en allemand intitulé « Amt Kaltenkirchen-Land » (voir la liste des auteurs).